# Confederación de Asociaciones de Agentes Aduanales de la República Mexicana
La Confederación de Asociaciones de Agentes Aduanales de la República Mexicana (CAAAREM), es un organismo que representa y defiende los intereses gremiales de los agentes aduanales en México.

## Historia y funciones
CAAAREM fue fundada el 8 de junio de 1938 y representa los intereses de los especialistas en comercio exterior a través de 38 asociaciones de agentes aduanales en los principales puntos fronterizos, marítimos o interiores del país donde se localizan las aduanas. Es miembro invitado del Consejo Coordinador Empresarial (CCE), de organismos internacionales como la Asociación de Profesionales de Aduanas de América (ASAPRA) y de la Federación Internacional de Agentes Aduanales (IFCBA); también es participante de las reuniones de APEC, OCDE, ICC, OMC y OMA.
Los Agentes Aduanales respaldados por CAAAREM  cuentan con la infraestructura que les permite brindar un servicio integral para el despacho aduanero de mercancías, a través de equipos de comunicación, bodegas para almacenar y revisar la mercancía, equipo de embalaje y etiquetado, así como diversos medios de transporte y personal calificado.
La misión de CAAAREM consiste en proporcionar a sus asociados, servicios de soporte en materia aduanera y de comercio exterior dentro de un marco de una alta responsabilidad, profesionalismo, integridad y respeto a las leyes que les aplican.
La visión de CAAAREM es ser una institución líder en materia aduanera y de comercio exterior que represente en México los intereses de sus agremiados para garantizar la permanencia del agente aduanal en el sistema aduanero en forma competitiva y profesional.
El sistema de valores de CAAAREM está formado por los siguientes elementos:
- Honestidad.
- Responsabilidad.
- Honradez.
- Compromiso.
- Liderazgo.
- Respeto.
- Actitud de servicio.
- Disciplina.

## Actividades aduaneras
CAAAREM colabora con el Estado para mejorar la competitividad del país a través de sus aduanas y promueve la promulgación, reforma, derogación, interpretación y cumplimiento de leyes y decretos que atañan a las actividades aduaneras. La calidad de sus servicios se refleja en la efectividad del agente aduanal mexicano, cuyo trabajo diario contribuye en forma directa al desarrollo del comercio exterior. 
El agente aduanal es parte de la iniciativa privada y no es un funcionario, pero coadyuva con la Secretaría de Hacienda en el control de la entrada y salida de mercancías, así como en la fiscalización y recaudación de contribuciones al comercio exterior y cuotas compensatorias.
El agente aduanal además verifica:
- Permisos previos de importación ante la Secretaría de Economía.
- Certificados de origen.
- Tratados y acuerdos comerciales que México haya suscrito con otros países.
- Norma Oficial Mexicana.
- Autorizaciones de salud.
- Permisos de sanidad fitozoosanitaria.
- Autorizaciones de protección ambiental.
- Etiquetados de información comercial.
- Marcados de país de origen.
- Inspecciones de autoridades diversas.

## Los agentes aduanales de CAAAREM
CAAAREM es responsable de profesionalizar el comercio exterior a través de la capacitación y certificación de 875 agentes aduanales en México. Al mismo tiempo vigila su comportamiento ético y les proporciona soporte arancelario, operativo y jurídico, manteniendo la armonía entre todos los participantes de la cadena logística internacional, es decir, las autoridades, la comunidad exportadora e importadora y los propios agentes aduanales.
CAAAREM mantiene un Sistema de Gestión de la Calidad con reconocimiento a nivel Internacional de acuerdo a la Normatividad ISO 9001. Con ello busca la plena satisfacción de los requerimientos de sus agremiados, a través de productos y servicios en materia de comercio exterior y aduanal acordes a sus necesidades.
Aunque algunas agencias aduanales cuentan con su propio código de ética interno, todas ellas están suscritas al Código de Ética y Conducta de CAAAREM.
Los agentes aduanales afiliados a CAAAREM también cuentan con sistemas informáticos para un despacho aduanero más seguro y eficiente y una base de datos de comercio exterior que les permite estar actualizados de manera oportuna.

## Herramientas
Entre las herramientas tecnológicas que se han desarrollado para el despacho aduanero se encuentra el prevalidador de CAAAREM, el cual permite la detección de errores en los pedimentos y evita infracciones y sanciones a las empresas. De esta forma se asegura la calidad de la información que recibe la Secretaría de Economía y el INEGI. El 99% de los Agentes Aduanales están afiliados a CAAAREM y son usuarios de su prevalidador. También cuentan con el DATA BASE Consulting CAAAREM, catalogada como la más completa y confiable del mercado. Esta base de datos permite realizar consultas integrales a información reciente y correlacionada sobre todo lo que concierne a la normatividad y ordenamientos legales que regulan el comercio exterior en México.

### Prevalidador de CAAAREM[15]
En el ámbito de la seguridad jurídica se han desarrollado herramientas para mejorar el despacho aduanero, entre ellas se encuentra el prevalidador de CAAAREM, que permite la detección de errores y evita infracciones y sanciones a las empresas. Desde el punto de vista de la administración de riesgos en las aduanas, el prevalidador funge como una herramienta de alerta temprana. En este contexto el riesgo se puede interpretar como la exposición a la posibilidad de eventos como la pérdida económica, el daño físico, los retrasos o inclusive, el daño a la salud pública.
La prevalidación actúa como un filtro para poder detectar errores en el llenado de pedimentos antes de presentarlos a la autoridad. Consiste en comprobar que los datos cumplan con los criterios (sintácticos, estructurales y normativos) y sus valores sean congruentes con los catálogos que establece el Servicio de Administración Tributaria.
El prevalidador de CAAAREM genera alertas para sus usuarios advirtiéndoles sobre algunas irregularidades en las que puedan incurrir, como por ejemplo, los casos de subvaluación.

### DATA BASE Consulting CAAAREM
Todos los agentes aduanales afiliados cuentan con el DATA BASE Consulting CAAAREM. Esta base de datos está catalogada como la más completa y confiable del mercado. Es el resultado de más de 15 años de desarrollo y contiene todas las leyes relacionadas con la actividad aduanera y del comercio internacional. También incluye todos los tratados de libre comercio que ha firmado México, así como los decretos, programas, restricciones y regulaciones no arancelarias. 
Esta herramienta permite realizar consultas integrales a información reciente sobre todo lo que concierne a la normatividad y ordenamientos legales que regulan el comercio exterior en México. Esto es posible gracias a que la base de datos se actualiza diariamente con información correlacionada sobre diarios oficiales, manuales técnicos y de operación, misceláneas fiscales y de comercio exterior, tarifas de importación y exportación, reglas de origen, cuotas compensatorias, normas oficiales mexicanas, reglamentos de las autoridades y la Constitución Política de los Estados Unidos Mexicanos.

## Certificaciones
La certificación más utilizada entre los agentes aduanales para la gestión de calidad es la norma ISO-9001, ISO-28000, ISO-31000. En menor proporción, también utilizan otras como: NMX-R-026-SCFI-2009, Responsabilidad Social, Business Alliance for Secure Commerce (BASC) y Customs-Trade Partnership Against Terrorism (C-TPAT).
Los importadores, maquiladoras e inclusive empresas de mensajería y paquetería que cumplen ciertos requisitos, pueden obtener el registro de empresas certificadas, lo cual las hace acreedoras a una serie de beneficios fiscales y relativos al despacho aduanero.
El Nuevo Esquema de Empresas Certificadas (NEEC) permite incorporar a importadores, exportadores y transportistas]]. NEEC equivale a la figura del Operador Económico Autorizado (OEA) definido por la Organización Mundial de Aduanas (OMA) para promover una cadena de suministro segura y competitiva que facilite el comercio de México con sus socios principales. La idea fundamental es que las empresas que demuestren su voluntad de incrementar la seguridad en la cadena logística, sean beneficiadas con esquemas de facilitación y mejores oportunidades de negocio. CAAAREM se sumó a esta cadena segura a través de un programa de certificación como Operadores Logísticos Acreditados (OLA) para los agentes aduanales. El objetivo es que puedan autorregularse a través del desarrollo de políticas y procedimientos para la identificación y mitigación de riesgos y debilidades en la cadena de suministros.

## Fundación CAAAREM
La Fundación de Agentes Aduanales para la Asistencia Infantil A.C. (Fundación CAAAREM) es una organización sin fines de lucro y de segundo piso que apoya el desarrollo de la niñez mexicana de escasos recursos, en las regiones donde se ubican las asociaciones de agentes aduanales confederadas en CAAAREM. Se encarga de brindar herramientas educativas, mejores espacios y atención médica especializada a problemas de salud que les impidan continuar con sus estudios, a fin de otorgarles una mejor calidad de vida.